# Goldgelber Magerrasen-Zwergspanner

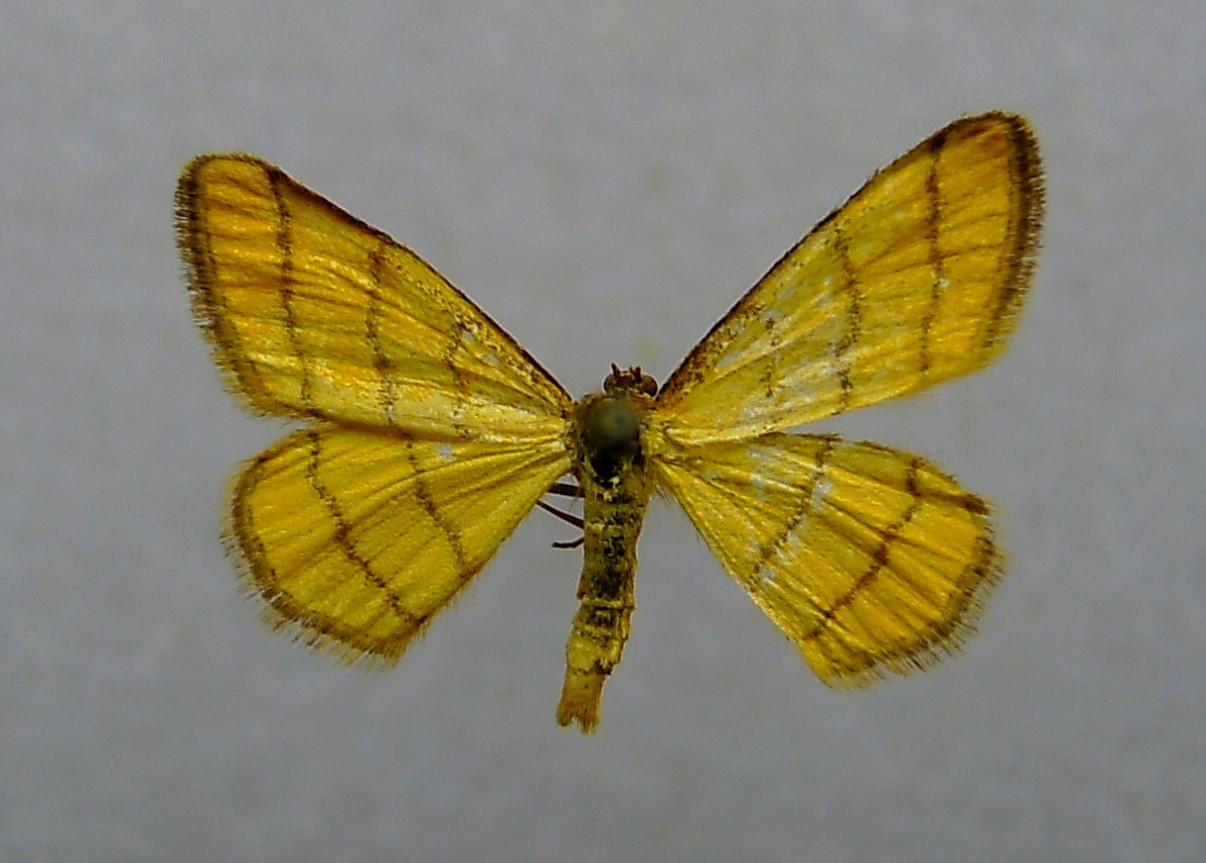
Präparat von Idaea aureolaria

Der Goldgelbe Magerrasen-Zwergspanner (Idaea aureolaria), auch Goldgelber Ampferspanner oder Goldgelber Kleinspanner genannt, ist ein Schmetterling (Nachtfalter) aus der Familie der Spanner (Geometridae).

## Merkmale

### Falter
Die Flügelspannweite der Falter beträgt 14 bis 19 Millimeter bei den Weibchen sowie 16 bis 20 Millimeter bei den Männchen. Die Grundfarbe der Flügel ist zumeist hell goldgelb. Auf den Vorderflügeln befinden sich drei, auf den Hinterflügeln zwei nicht gezackte, scharf abgesetzte, schwarzbraune Querlinien. Aufgrund der drei Querlinien wurde die Art früher auch als Acidalia trilineata bezeichnet. Der Saumrand hebt sich dunkel ab, die Fransen sind schwärzlich.

### Raupe, Puppe
Die Raupe ist schlank, von graubrauner Farbe und zeigt eine doppelte dunkelbraune Rückenlinie.
Die kolbenförmige Puppe ist gelblich gefärbt, der Kremaster ist flach und mit sechs Hakenborsten versehen.

### Ähnliche Arten
Idaea luteolaria, Idaea flaveolaria und Cleta filacearia unterscheiden sich alle vom Goldgelben Magerrasen-Zwergspanner durch die schwächer ausgeprägte Gelbfärbung und die zumeist undeutlichen Querlinien.

## Geographische Verbreitung und Vorkommen
Die Verbreitung des Goldgelben Magerrasen-Zwergspanners erstreckt sich mit einigen Lücken von Spanien und Frankreich durch Mitteleuropa bis zum Balkan und reicht im Osten bis nach Sibirien. Das Vorkommensgebiet erstreckt sich auch von der Türkei bis nach Zentralasien. In den Zentralalpen steigt sie bis auf 1500 Meter, in den asiatischen Gebirgen bis auf 2400 Meter. Die Art bevorzugt warme, trockene Hänge, Grasheiden, buschige Ödländereien und Magerrasenflächen.

## Lebensweise
Die Falter fliegen überwiegend im Juni und Juli, zuweilen erscheint im August und September eine zweite Generation. Sie sind überwiegend tagaktiv, fliegen aber nur kurze Strecken, wenn sie aus der Vegetation  aufgescheucht werden. Nachts besuchen sie auch künstliche Lichtquellen.  Als Nahrungspflanzen der polyphagen Raupen werden genannt: Ampfer (Rumex), Esparsette (Onobrychis), Bunte Kronwicke (Securigera varia) und Hecken-Wicke (Vicia dumetorum).  Die Raupen überwintern.

## Gefährdung
Der Goldgelbe Magerrasen-Zwergspanner wird auf der Roten Liste gefährdeter Arten in Kategorie 2 (stark gefährdet) geführt.